# Passion (Tüür)
Passion is een compositie van Erkki-Sven Tüür. Hij schreef het werk voor strijkorkest. De Estse componist wilde er niet meer over kwijt dan dat het werk in de lage registers van de contrabas begint en eindigt in de hoge registers van de viool. Simpel een werk dat van laag naar hoogt loopt.
In eerste instantie ging dit zeven minuten durend werk alleen door het leven, later werd het gekoppeld aan Action en Illusion. Bij de opname van het Kamerorkest van Tallinn onder leiding van Tõnu Kaljuste voor ECM Records (1994/1995) waren twee van drie al “gekoppeld” (Passion en Illusion). Dezelfde muzikale combinatie verzorgde de première op 25 oktober 1993 in Tallinn.